# レティツィア・モラッティ
レティツィア・ブリケット＝アルナボルディ・モラッティ（伊: Letizia Brichetto-Arnaboldi Moratti、1949年11月26日 - ）は、イタリアの女性実業家、政治家。元ミラノ市長。欧州議会議員。

## 経歴
ミラノに生まれた。出生名はレティツィア・ブリケット＝アルナボルディ。石油王マッシモ・モラッティの兄弟であるジャンマルコ・モラッティと結婚し、ガブリエーレとジャーダの2子をもうけた。
保険業と電気通信業の実業家で、1994年から1996年にかけて国営テレビ局のイタリア放送協会会長を務めた。1999年から2000年にはルパート・マードックグループの欧州における成長を担当した。
政界にも進出し、2001年から2006年の第2、第3次ベルルスコーニ内閣において教育相を務めた。在任中は教育体系と大学教育の改革を推し進めたが、批判も受けた。
2006年の統一地方選でミラノ市長に「自由の家」から立候補し、52%の得票率で当選。2011年の選挙で再選を目指したが、二次投票で左派のジュリアーノ・ピザピーア候補に敗れた。
ミラノ市長退任後は2022年のロンバルディア州知事選挙に立候補したが、得票率9.87%で3位に留まり落選した。2024年欧州議会議員選挙で北西イタリア選挙区から当選。